# Gutezoo
Gutezoo var en djurpark på Gotland, lokaliserad till Guffride gård i Alskog, nära orten Ljugarn.
Tanken på en djurpark började med en kamel som inköptes av grundaren Peter Molin och döptes till Kajsa. Molin utvecklade snart idén att starta en djurpark. Djurparken öppnades 1993 av Peter Molin och invigdes av landshövding Thorsten Andersson den 16 juni 1995.
I djurparken fanns djur som sebra, jak, lemurer, kameler, piggsvin, marsvin, surikater och olika sorters fåglar, men kamelerna är fortfarande djurparkens specialisering, och parken avlar även den relativt ovanliga vita varianten av kamel.
Gutezoo hade också uppfödning av Gotlandsruss.
2008 stängdes djurparken och marken såldes.